# Distretto dell'Ouest lausannois
Il distretto dell'Ouest lausannois è un distretto del Canton Vaud, in Svizzera. Il capoluogo è Renens.
È stato creato nel 2008 da parte dei comuni dei distretti di Losanna e Morges.

## Comuni
| Comune                |
| --------------------- |
| Bussigny              |
| Chavannes-près-Renens |
| Crissier              |
| Ecublens              |
| Prilly                |
| Renens                |
| Saint-Sulpice         |
| Villars-Sainte-Croix  |
| Totale : 8            |